# 建设路站
建设路站是南宁轨道交通2号线的地铁车站，位于中华人民共和国广西壮族自治区南宁市良庆区银海大道与建设路交叉口地下。
本站于2017年12月28日随2号线开通而投入使用，设有4个出入口和1个岛式站台。

## 设施

### 结构
本站设有2层，地面为出入口，地下一层为站厅，地下二层为2号线月台（往西津／壇澤站）的位置。
| 地面     | 出入口                  | 出入口                   |
| 地下一层 | 大堂                    | 客服中心、商店、自助服務 |
| 地下二层 |                         | █ 2号线列車往西津站方向  |
| 地下二层 | 島式月台                |                          |
| 地下二层 | █ 2号线列車往壇澤站方向 |                          |

### 出入口
本站形似狹長的方形，設有4個出入口，其中A出入口设有无障碍电梯。。
| 出口編號            | 建議前往的目的地             |
| ------------------- | ---------------------------- |
| A出入口             | 希望之星幼儿园 广西水电医院  |
| B出入口             | 五象彩蝶居 兴平学校 永兴路   |
| C出入口             | 港达花园 秀林花园 正大饲料厂 |
| D出入口             | 鑫金现代城 金象大道          |
| 注： 設有无障碍电梯 |                              |